# Petaurus australis
Petaurus australis é uma espécie de marsupial da família Petauridae. Endêmica da Austrália.